# San Luis de la Paz kommun
San Luis de la Paz är en kommun i Mexiko.   Den ligger i delstaten Guanajuato, i den centrala delen av landet, 260 km nordväst om huvudstaden Mexico City.
Följande samhällen finns i San Luis de la Paz:
- San Luis de la Paz
- Los Dolores
- San Ignacio
- Derramadero Segundo
- Lourdes
- Maguey Blanco
- La Laguna Seca
- El Toreador de Abajo
- Ex-Hacienda de Ortega
- Purísima de Cerro Grande
- La Luz de la Esquina
- Toreador de en Medio
- La Escondidita
- Pozo Blanco
- El Varal
- La Cruz de Guerrero
- El Boludo
- El Sauz Tres
- Palos Altos
- El Charco
- Dolores San Juan
- Ex-Hacienda de Santa Ana
- El Chivato
- San Martín
- San Rafael de Fátima
- San José del Carmen
- Colonia Valle de Guadalupe
- El Huizachal de Santa Ana
- Los Plátanos
- San Juan Primero
- Matancillas
- Colonia Benito Juárez
- Colonia la Esperanza
- Providencia de los Molina
- La Huerta
- Curinith
- Rancho de Guadalupe
- La Cieneguilla del Refugio
- San Antonio
- Nuevo San Luis
- Berlín
- Paso Colorado
- San Juan de la Cruz
- San Agustín
- San Pedro
- Espinas Blancas
- San Pedro de la Cruz
- Los Remedios
- La Peñita
- Palmarito
- El Llanito
- Salitrera
- El Jardín
- San Antón de los Martínez
- La Quinta Dos
- San José de Guerrero
- San Juan y Fortuna
- San Antonio de las Viejas
- La Soledad del Monte
- Los Pirules
- San Rafael de la Curva
- El Paraíso
- El Refugio
- La Providencia
- San José de Vista Hermosa
- El Potosino
- Lázaro Cárdenas
- El Mezote
- La Vaciada
- San Pedro del Derramadero
- San Antonio de las Tejas
- Buenavista
- La Tinaja
- La Florida
- La Esquina
- El Refugio
- Colonia el Quijay
- La Curva
- Rancho Nuevo de las Trojes
- San Agustín Segundo
- El Bozo
- Las Beatas
- La Onza
- San Antonio de Padua
- El Saucito
- Crucero San Luis de la Paz